# K2 池袋署刑事課 神崎・黒木
『K2 池袋署刑事課 神崎・黒木』（ケイツー いけぶくろしょけいじか かんざき・くろき、英語: IKEBUKURO POLICE STATION CRIMINAL DIVISION KANZAKI, KUROKI）は、横関大による日本の小説のシリーズ。講談社より2014年10月から刊行されている。
性格も価値観も捜査方針も正反対の2人の刑事が、池袋の街で巻き起こる凶悪事件に挑むさまを描く。
2020年、山田涼介主演でテレビドラマ化された。

## 概要
2010年から2014年の『小説現代』（講談社）に掲載された短編6編と、書き下ろし短編1編を収録した第1作『K2 池袋署刑事課 神崎・黒木』の単行本が、2014年10月22日に講談社から発売された。2019年3月15日には、新たに短編1編を増補した講談社文庫が発売された。
2020年9月3日、第2作『帰ってきたK2 池袋署刑事課 神崎・黒木』の単行本が発売された。2023年1月17日には、講談社文庫が発売された。
横関が2012年に上梓した『チェインギャングは忘れない』に脇役として登場した神崎と黒木が、本シリーズでは主役となる。『チェインギャングは忘れない』の2人は34歳で神崎が既婚者だったのに対し、『K2 池袋署刑事課 神崎・黒木』は神崎の独身時代の話から始まる。
2020年、『黒崎くんの言いなりになんてならない』の漫画家・マキノが描き下ろした神崎と黒木のイラストが、書店向けPOP広告に使用された。

## あらすじ
K2 池袋署刑事課 神崎・黒木
池袋署刑事課強行犯係所属に異動してきた神崎隆一。そこには、警察学校の同期の黒木がいた。真面目な優等生の神崎と、チャラチャラしている黒木。水と油のような二人だったが、なぜだか馬が合い、警察学校卒業後も連絡を取り合っていた。猿の捜索、泥酔した警察官の失態、幽霊騒動を解決し、二人はバディとしての絆を深めていく。あるとき、神崎はふと思う。なぜ黒木はいつも自分の力になってくれるのだろう？ 神崎と黒木が警察学校で出会ってから10年以上、黒木は神崎に伝えていないことがあった。
帰ってきたK2 池袋署刑事課 神崎・黒木
神崎が池袋署刑事課に配属されて3年目。池袋署にやってきた洋菓子店勤務の矢部結衣のストーカー被害の相談を、生活安全課の担当者が不在だったため、神崎と黒木が応対することになる。次の日、神崎は結衣から、自分が住むアパートの隣の部屋から子供の泣き声が聞こえると通報を受ける。神崎が駆けつけると、部屋の中でシングルマザーの木原希実が殺されていた。被害者の子供のためにも犯人を捕まえようと意気込む神崎だったが、警察学校の同期で警視庁捜査一課の若田部篤が手をまわし、神崎と黒木は殺人事件の捜査から外されてしまう。

## 登場人物
『K2 池袋署刑事課 神崎・黒木』と『帰ってきたK2 池袋署刑事課 神崎・黒木』、両方に登場した人物のみ記載。
神崎隆一（かんざき りゅういち）
荒川署から池袋署刑事課強行犯係に異動してきた刑事。
警視庁の刑事である父・隆造に似て実直で、警察学校時代はトップクラスの成績だった。
相棒の黒木に振り回されながらも、論理的な推理と冷静な判断力で捜査を進める。
中学生のころから剣道をしている。
上司・水島の娘で同じ大学の卒業生の百合子と結婚する。

黒木賢司（くろき けんじ）
池袋署刑事課強行犯係所属の刑事で、神崎が異動してきた時点で池袋署3年目。神崎の警察学校の同期。
直感型の推理で単独行動が多く、普段からキャバクラに通い情報収集している。
ダークグレーのスーツに派手なネクタイをあわせ、刑事には見えない。
張り込み中の食事にこだわるほどのグルメ。実家は浅草の煎餅屋。
警察学校卒業後は、品川署で交番勤務をしていた。

末長光一（すえなが こういち）
池袋署刑事課強行犯係の係長。

諸星博（もろぼし ひろし）
黒木が雇っている情報屋。
実家は福岡で造園業をしている。父親と折り合いが悪く、20歳のときに上京した。

## 書誌情報
K2 池袋署刑事課 神崎・黒木
- 単行本：2014年10月22日発売、講談社、ISBN 978-4-06-219189-0
- 文庫本：2019年3月15日発売、講談社文庫、ISBN 978-4-06-513089-6

| タイトル             | 初出                     |
| -------------------- | ------------------------ |
| 勲章                 | 『小説現代』2013年03月号 |
| 失態                 | 『小説現代』2014年01月号 |
| 幽霊                 | 『小説現代』2014年08月号 |
| 力走                 | 『小説現代』2012年02月号 |
| 遺言 ※文庫本のみ収録 | 『小説現代』2013年08月号 |
| 祝儀                 | 『小説現代』2010年11月号 |
| 因縁                 | 『小説現代』2014年09月号 |
| 決別                 | 書き下ろし               |
帰ってきたK2 池袋署刑事課 神崎・黒木
- 初出：「不穏」は『小説現代』2020年9月号。その他、書き下ろし。
- 単行本：2020年9月3日発売、講談社、ISBN 978-4-06-520373-6
- 文庫本：2023年1月17日発売、講談社文庫、ISBN 978-4-06-530505-8

## テレビドラマ
『キワドい2人-K2-池袋署刑事課 神崎・黒木』（きわどいふたり ケイツー いけぶくろしょけいじか かんざき・くろき）のタイトルで、2020年9月11日から10月16日までTBSテレビ「金曜ドラマ」の金曜 22:00 - 22:54に放送された。主演は、本作品がTBS系列の連続ドラマ初主演となる山田涼介。
テレビドラマ版では原作の「勲章」「遺言」「因縁」の一部エピソードが使用されているが、多くがテレビドラマオリジナルの話となる。テレビドラマ第1話で黒木が神崎に自分たちが異母兄弟だと語るシーンも原作にはなく、原作の二人は他人である。

### キャスト

#### 警視庁池袋署刑事課
神崎隆一（かんざき りゅういち）〈26〉
演 - 山田涼介（4歳時：高木波瑠）
本作品の主人公。警視庁池袋署刑事課強行犯係に配置された新人刑事。キャリアの警部補。実家で一人暮らしをしていたが、異母兄弟の兄だと名乗る黒木がやってきて、同居することになる。父・賢造の「真心を持ってまっすぐ生きろ」という教えを守り、正しい捜査をしようと奮闘する。
実の父だと思っていた賢造は養子縁組で、本当の両親は井原達也と松原ひかりだった。
黒木賢司（くろき けんじ）〈35〉
演 - 田中圭（少年期：小林喜日）
主人公のバディ。警視庁池袋署刑事課強行犯係の刑事。警部補。神崎隆一の兄で、賢造の息子。犯人を捕まえるためなら手段を選ばない型破りな刑事。
隆一が4歳のときに母親と共に家を出た。賢造とは確執があり疎遠で、隆一ともずっと会っていなかった。
諸星一朗（もろほし いちろう）〈24〉
演 - ジェシー（SixTONES）
警視庁池袋署刑事課強行犯係の若手刑事。交番勤務から刑事に抜擢されたばかり。冷静に物事を見ることができ、飲み込みと対応能力が早い。
石館美空（いしだて みそら）〈24〉
演 - 奥山かずさ
警視庁池袋署刑事課強行犯係の制服警官。池袋署一の高い女子力で、玉の輿を狙っている。記録係として刑事課に席を置いているが、仕事よりも婚活に力を入れがち。
木村ともこ（きむら ともこ）〈40〉
演 - 江口のりこ
警視庁池袋署刑事課強行犯係の刑事。強行犯係の頼れる姉貴的な存在。洞察力が鋭く、些細な変化にもすぐ気が付くが、無駄な詮索はしない主義。
末長光一（すえなが こういち）〈50〉
演 - 八嶋智人
警視庁池袋署刑事課強行犯係の統括係長。『五等分の花嫁』のファンで、デスク周辺は同作のグッズで埋め尽くされている。

#### その他
氏原彩乃（うじはら あやの）〈17→18〉
演 - 関水渚
ガールズバー「ドルフィン」の店員。自身が関わった事件に対して不起訴処分になってからは、神崎隆一と黒木の事件の捜査に協力する。
神崎賢造（かんざき けんぞう）〈61〉
演 - 椎名桔平
神崎隆一と黒木の父。かつて池袋署刑事課にいた元警察官で、現在は実家を隆一に明け渡して「信州蕎麦処 おやじのそば」を営んでいる。
澤登哲也（さわのぼり てつや）〈59〉
演 - 六角精児
警視庁池袋署の副署長。神崎賢造の元部下で、隆一と黒木の関係を把握している。
自身と暴力団「仁瑞会」の癒着を隠蔽するため、井原・植田・安藤を殺害していた。
野島義明（のじま よしあき）
演 - 中林大樹
警視庁捜査一課の担当管理官。
井原達也（いはら たつや）
演 - 高橋努
22年前に起きた池袋ファミレス立てこもり事件の犯人。その場で警察官に射殺される。
暴力団「仁瑞会」の構成員と思われていたが、本当は神崎隆一の実父で、マル暴の潜入捜査官だった。澤登の発砲で死亡した。

#### ゲスト
第1話
氏原辰雄（うじはら たつお）
演 - 小林隆
彩乃の父。大手ゼネコン「萱島建設」の元従業員。
萱島麻里子（かやしま まりこ）
演 - 村岡希美
麻衣の母。
萱島大吾（かやしま だいご）
演 - マキタスポーツ
麻衣の父。大手ゼネコン「萱島建設」の社長。
萱島麻衣（かやしま まい）
演 - ついひじ杏奈
麻里子と大吾の娘。
小野田（おのだ）
演 - 葵揚
彩乃の誘拐犯。
犯人
演 - 佳久創
彩乃の誘拐犯。

第2話
池田秀典（いけだ ひでのり）〈47〉
演 - キンタカオ
美容室「カイサル」のオーナー。
芳村敏生（よしむら としき）〈27〉
演 - 神尾楓珠
美容室「カイサル」に勤めるカリスマ美容師。
小坂晋也（こさか しんや）
演 - 遠藤雄弥
美容室「カイサル」の店長。
角倉真斗（かどくら まさと）
演 - 中田圭祐
美容室「カイサル」に勤める若手美容師。
陳健三（ちん けんぞう）
演 - やす（ずん）
中華料理店「東順永」店主。
リポーター
演 - 皆川玲奈（TBSアナウンサー）

第3話
鴻上健也（こうがみ けんや）〈23〉
演 - 清水尋也
ピエロのお面をつけてアポ電強盗を繰り返していた犯人。半年前に亡くなった牧野龍之介に成りすまし牧野家に住み着く。
牧野洋子（まきの ようこ）
演 - 島かおり
社交ダンスクラブT&Tの前会長。牧野米店を営む。半年前に子どもを亡くしてから認知症の症状がひどくなる。
脇康介（わき こうすけ）
演 - 増田昇太
社交ダンスクラブT&Tの現会長の孫。
坂田大輔（さかた だいすけ）〈22〉
演 - 高橋里恩
アポ電強盗の見張り役。
春川晴彦（はるかわ はるひこ）
演 - 黒澤優介
おかめのお面を被りアポ電強盗を繰り返していた共犯者。
野淵重信（のぶち しげのぶ）〈78〉
演 - 田村泰二郎
アポ電強盗の被害者。
宇田川（うたがわ）
演 - 桜木健一
社交ダンスクラブT&Tの会員。

第4話
橘望美（たちばな のぞみ）〈16〉
演 - 蒔田彩珠
三咲の娘。
橘美咲（たちばな みさき）〈43〉
演 - 奥貫薫
望美の母。文科省のキャリア官僚。
濱中正樹（はまなか まさき）
演 - 長田成哉
望美を誘拐した犯人。過去に未成年者誘拐未遂事件を起こしている。
前田卓司
演 - 水野智則
植田太一（うえだ たいち）〈63〉
演 - 中村育二（第5話・最終話）
警視庁警察学校教官。22年前に起きた池袋ファミレス立てこもり事件時に現場にいたマル暴刑事。
葵（あおい）
演 - 竹内カンナ（821）
望美の同級生。
松原ひかり（まつばら ひかり）
演 - 仙道敦子（第5話・最終話）
神崎隆一の母。井原達也の内縁の妻。

第5話
安藤清隆（あんどう きよたか）〈56〉
演 - 佐藤誠（最終話）
警備会社の重役。22年前に起きた池袋ファミレス立てこもり事件時に現場にいたマル暴刑事。
林（はやし）
演 - 内野智
黒木に松原ひかり（＝神崎隆一の母）のことを話す構成員。

最終話
村田雄二（むらた ゆうじ）
演 - 木下政治
暴力団「仁瑞会」の元構成員。消費者金融の「キャッシングのラッキーローン」を経営している。

### スタッフ
- 原作 - 横関大 『K2 池袋署刑事課 神崎・黒木』（講談社文庫刊）
- 脚本 - 吉田康弘、皐月彩
- プロデューサー - 中島啓介（TBS）、塩村香里（TBSスパークル）
- 演出 - 山室大輔、村尾嘉昭
- 主題歌 - Hey! Say! JUMP「Your Song」（ジェイ・ストーム）
- 音楽 - 田渕夏海
- 警察監修 - チーム五社
- 法律監修 - 國松崇
- 医療監修 - 中澤暁雄
- 料理監修 - 赤堀料理学園
- 編成 - 渡瀬暁彦
- 製作 - TBSスパークル、TBS

### 放送日程
| 話数                                                                        | 放送日   | サブタイトル                          | 脚本            | 演出     | 視聴率 |
| --------------------------------------------------------------------------- | -------- | ------------------------------------- | --------------- | -------- | ------ |
| 第1話                                                                       | 09月11日 | 奇跡の凸凹バディ! 最高最悪の異母兄弟  | 吉田康弘        | 山室大輔 | 11.2%  |
| 第2話                                                                       | 09月18日 | 兄弟バディ即解散!? マジメ弟の大暴走!  | 吉田康弘        | 山室大輔 | 08.6%  |
| 第3話                                                                       | 09月25日 | 踊る潜入大作戦!? 弟が信じた家族の絆   | 吉田康弘 皐月彩 | 村尾嘉昭 | 08.8%  |
| 第4話                                                                       | 10月02日 | 兄弟バディの大決断 母娘が繋いだ愛の形 | 吉田康弘        | 村尾嘉昭 | 09.0%  |
| 第5話                                                                       | 10月09日 | 明かされる弟の秘密 試される家族の絆!  | 吉田康弘        | 山室大輔 | 08.2%  |
| 最終話                                                                      | 10月16日 | バディ最後の決断! 兄弟愛が起こす奇跡  | 吉田康弘        | 山室大輔 | 07.6%  |
| 平均視聴率 8.9%（視聴率はビデオリサーチ調べ、関東地区・世帯・リアルタイム） |          |                                       |                 |          |        |

### スピンオフドラマ
『キワドくなりたい男』のタイトルで動画配信サービスParaviにて本編放送後に毎週配信。諸星一朗を主人公に、20代社会人としての葛藤や、その末に出会った1人の女性とのロマンスなどが描かれる。

#### キャスト
- 諸星一朗 - ジェシー
- 木村ともこ - 江口のりこ
- 石館美空 - 奥山かずさ
- パプリカちゃん（声） - 小宮有紗
- バー「アダムとアダム」のママ - チャンカワイ（Wエンジン）[27]

#### スタッフ
- 脚本 - 皐月彩
- 音楽 - 田淵夏海
- プロデューサー - 中島啓介、塩村香里
- 演出 - 泉正英、井村太一
- 製作 - TBSスパークル、TBS

#### 配信日程
| 話数   | 配信日   | サブタイトル           | 演出     |
| ------ | -------- | ---------------------- | -------- |
| 第1話  | 09月11日 | 僕のエンジェル         | 泉正英   |
| 第2話  | 09月18日 | 運命の人               | 井村太一 |
| 第3話  | 09月25日 | 情熱の告白             | 井村太一 |
| 第4話  | 10月02日 | 決戦は金曜日           | 泉正英   |
| 最終話 | 10月16日 | あなたに会えてよかった | 泉正英   |

- 10月9日は休止。

| TBS系 金曜ドラマ                  | TBS系 金曜ドラマ                                                     | TBS系 金曜ドラマ                           |
| 前番組                            | 番組名                                                               | 次番組                                     |
| --------------------------------- | -------------------------------------------------------------------- | ------------------------------------------ |
| MIU404 （2020年6月26日 - 9月4日） | キワドい2人-K2- 池袋署刑事課 神崎・黒木 （2020年9月11日 - 10月16日） | 恋する母たち （2020年10月23日 - 12月18日） |